# هونجو، توکیو

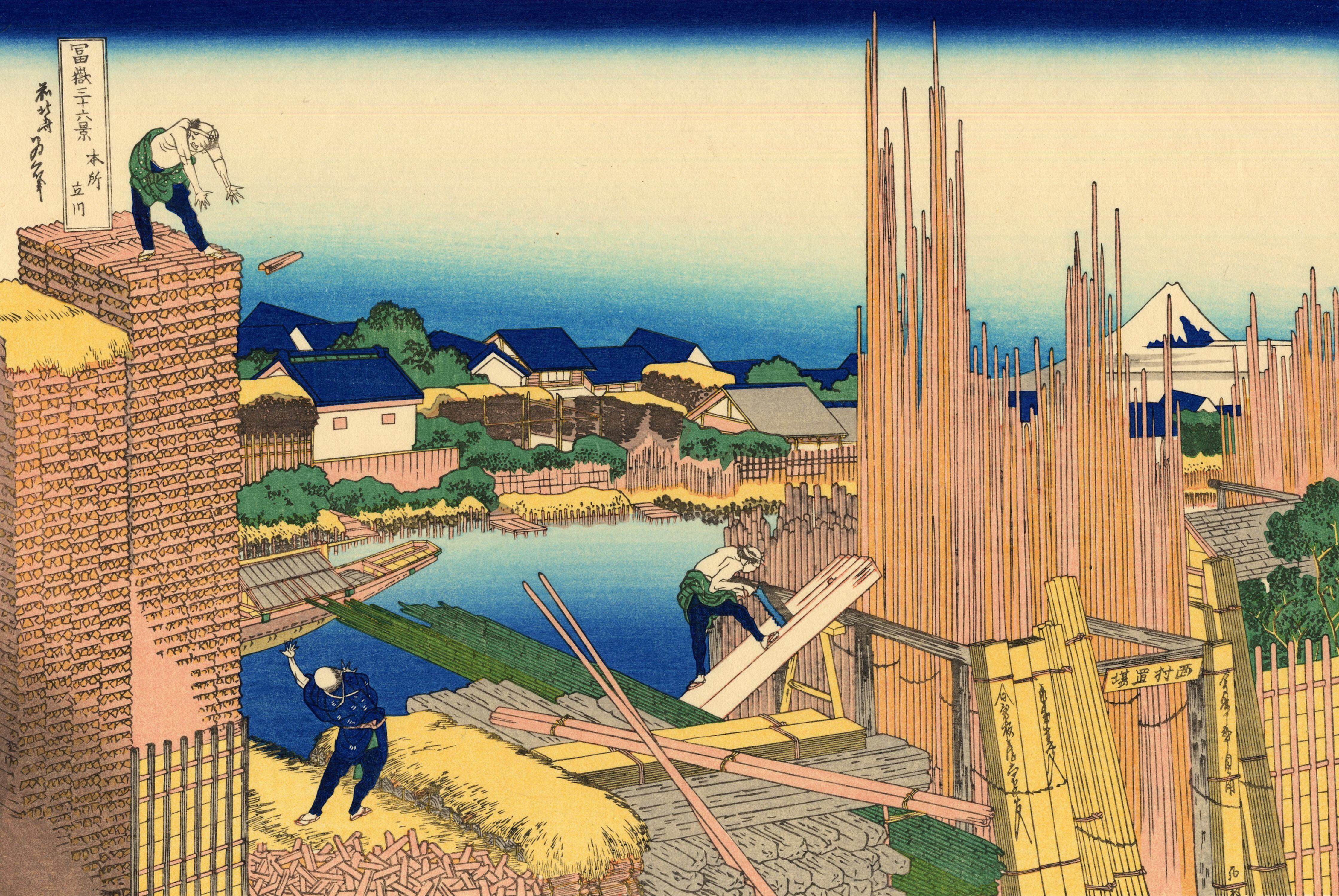

هونجو، توکیو (به ژاپنی: 本所 Honjo) یکی از مناطق اطراف سومیدا-کو، توکیو است.